# 回避性パーソナリティ障害
回避性パーソナリティ障害（かいひせいパーソナリティしょうがい、英語: Avoidant Personality Disorder; 以下APDまたはAVPD）、または不安性パーソナリティ障害（anxious personality disorder）は、広範にわたって持続してきた社会的な活動の抑制、自分なんかふさわしくないという感覚、否定的な評価に対する過敏さ、社会的な交流の回避などのパターンによって特徴づけられる、パーソナリティ障害の下位分類である。加齢と共に寛解する傾向がある。
APDをもつ人は、自分は社会的に不適格で魅力に欠けていると考え、笑われること、恥をかくこと、排除されること、嫌われることを極端に怖がり、そのために、社会的な交流を避けようとする傾向をもつ。自分は孤独者であるとし、社会から取り残されている感覚を訴えるのが典型である。
通常、成人期早期に自覚され、子どもの頃に、親、または（複数の）友人から排除されたことと結びついても考えられている。しかし、小児期の気質からも考えられている。

## 定義
精神医学的障害の一種である。

## 症状
APDの患者は自分の欠点にばかり注目しており、「自分が排除されることは決してない」と思えたときだけにしか人間関係をもとうとしない。喪失や排除の体験は過去の経験により彼らにとってあまりにも辛すぎるため、人と繋がるようなリスクを冒すよりは、むしろ孤独を選ぼうとするのである。
- 非難や排除に対する過敏さ
- 自らすすんで社会的孤立を選んでいる
- 親密な人間関係を熱望していながら、その一方で、社会的な場面においてはあまりにも引っ込み思案である
- 他者との交流を避けようとする
- 自分なんかふさわしくないという感覚
- 自尊感情の低さ
- 他者への不信
- 極度の引っ込み思案、臆病
- 親密さを求められる場面でも情緒的な距離を置いてしまう
- 非常に自己意識的（＝いわゆる自意識過剰）
- 自分の対人関係の問題について自分を責めている
- 職能上に問題を生じている
- 孤独なる自己認識
- 自分は人より劣っていると感じている
- 長期にわたる物質依存/乱用[5]
- 特定の思い込み（fixed fantasies）に囚われる。

## 原因
APDの原因は明らかになってはいないが、患者の中には、過去に親から虐待や過度な非難・排除を受けてきたり、他人からのいじめを長期的に受けてきた者が多い。
他に、家庭環境、また、社会的、遺伝的、心理学的な要因が複合的に影響している可能性、遺伝的な気質要因に関連している可能性が考えられる。とくに、小児期・青春期におけるさまざまな不安障害の存在が、「引っ込み思案」や「臆病」や「新しいことに対して尻込みする」などの特徴をもつ気質と関連づけて考えられている。
APDと診断された人の多くが、幼い/若い頃に、長期にわたって親からの非難や排除を受けつづけた辛い経験をもっている。排除的な親と繋がりたいという一心から、彼らは関係性を渇望するが、繰り返し非難を受けるうちにやがて、彼らの願いは徐々に「防衛的な殻」へと変質してゆくのである。

## 診断基準

### アメリカ精神医学会
基本的な特徴は、社会的な抑制、不適切という感覚、否定的な評価に過敏であるという広範な様式を持ち、成人期早期には始まっており、そのために社会機能の遂行に好ましくない影響がある。
アメリカ精神医学会のDSM-IV-TRでは、以下のような診断基準がある。
- 基準1は、批判や拒絶に対する恐れのために、職業、学校活動を避けていること。
- 基準2は、好かれているという確信がないと親しい人間関係が作れない。
- 基準3は、親密な関係でも遠慮がちであり、親密となるには批判なしで受け入れられていると確信したり、繰り返し世話をされるということを必要とする。
- 基準4は、批判などに過敏であること。
- 基準5は、不適切という感覚や低い自尊心があるため、新しい対人関係では控えめである。
- 基準6は、自分が劣っていると感じている。
- 基準7は、新しいことに取り掛かりにくい。

以上の基準の4つ以上を満たす必要がある。
拒絶に過敏であることで社会的機能が制限され、比較的孤立するが、他者からの受容は望んでいる。このため親しい旧友は持っていたりする。
社会恐怖などと重複が非常に多く、異なった形で概念化している可能性はある。
なお、パーソナリティ障害の診断は、特定のパーソナリティの特徴が成人期早期までに明らかになっており、薬物やストレスなど一過性の状態とも区別されており、臨床的に著しい苦痛や機能の障害を呈している必要がある。

### 世界保健機関
ICD-10精神と行動の障害においては、F60.6不安性（回避性）パーソナリティ障害である。
ICD-10もまた、いかなるパーソナリティ障害の診断においてもパーソナリティ障害の全般的診断ガイドラインを満たすことを求めている。

### 鑑別診断
回避性パーソナリティ障害では孤独感を感じているが、スキゾイドパーソナリティ障害では回避をむしろ好む。しかし（これらのパーソナリティ障害に限られないが）、双方とも他者に秘密は打ち明けにくい。
数字的評価は各種の診断方法により大きく異なるとはいえ、一般に、APDはとくに不安障害をもつ人々に多いことが報告されている。パニック障害と広場恐怖症とをもつ人のおおむね10～50%、また、社交不安障害の人のおおよそ20～40%が、APDをもっているとされる。全般性不安障害をもつ人のうち最大45%、また、強迫性障害をもつ人の最大56%の人がAPDをもっている、との報告もある。DSM-IVでは触れられていないが、以前には、境界性パーソナリティ障害とAPDとの複合的な特徴をもつ「回避性・境界性混合障害」（avoidant-borderline mixed personality; APD/BPD）が提唱されたこともあった。

## 治療
1996年の著書によれば、治療にはソーシャルスキルトレーニング、認知療法、少しずつ社会的な接触を増やしていく曝露療法、ソーシャルスキルの実践のためのグループ療法、ときには薬物療法など、さまざまな技法が用いられる。
APD患者がセラピストを信頼できなくなったり、排除への怖れを抱いてしまった場合、治療のためのセッションから逃げてしまうことが多い。このため、患者の信頼を獲得し、維持することが、治療の最大の鍵である。個人面接型のセラピーにも、ソーシャルスキル・グループ療法にも言えることだが、治療の主たる目的は、患者の自分自身への大げさなまでに否定的な信念に取り組むようになってもらうことであると言える。
青年期前後により回避的になることがあるが、加齢と共に寛解する傾向がある。
また、社交不安症が併存する場合の治療法については、「社交不安症#治療」も参照。